# Dekanat krasnogorski
Dekanat krasnogorski – jeden z 48 dekanatów eparchii moskiewskiej obwodowej Rosyjskiego Kościoła Prawosławnego. Obejmuje cerkwie położone w rejonie krasnogorskim obwodu moskiewskiego. Funkcjonuje w nim sześć cerkwi parafialnych miejskich, dziewiętnaście cerkwi parafialnych wiejskich, osiem cerkwi filialnych, dwie cerkwie-baptysteria i pięć kaplic.
Funkcję dziekana pełni protojerej Konstantin Ostrowski.

## Cerkwie w dekanacie[1]
- Cerkiew św. Mikołaja w Angiełowie

Kaplica Ikony Matki Bożej „Władająca” w Angiełowie
- Cerkiew św. Michała Archanioła w Archangielskim
- Cerkiew św. Aleksandra Newskiego w Buzłanowie
- Cerkiew Spotkania Pańskiego w Buzłanowie
- Cerkiew Ikony Matki Bożej „Wszystkich Strapionych Radość” w Iljinskim
- Cerkiew św. Eliasza w Iljinskim
- Cerkiew św. Jana Chryzostoma w Kozinie

Kaplica św. Michała Archanioła w Kozinie
- Cerkiew Ikony Matki Bożej „Znak” w Krasnogorsku

Kaplica Ikony Matki Bożej „Znak” w Krasnogorsku
- Cerkiew Zaśnięcia Matki Bożej w Krasnogorsku
- Cerkiew św. Pantelejmona w Krasnogorsku
- Cerkiew Spotkania Pańskiego w Krasnogorsku
- Cerkiew św. Mikołaja w Krasnogorsku

Cerkiew Bogolubowskiej Ikony Matki Bożej w Krasnogorsku
- Cerkiew św. Mikołaja w Krasnogorsku
- Cerkiew Ikony Matki Bożej „Znak” w Marjinie

Cerkiew-baptysterium Soboru św. Jana Chrzciciela w Marjinie
- Cerkiew św. Daniela Moskiewskiego w Nachabinie

Cerkiew Włodzimierskiej Ikony Matki Bożej w Nachabinie
- Cerkiew św. Jerzego w Nachabinie

Cerkiew Nowomęczenników Krasnogorskich w Nachabinie
- Cerkiew Opieki Matki Bożej w Nachabinie
- Cerkiew św. Maksyma Wyznawcy w Nachabinie
- Cerkiew św. Mikołaja w Nikoło-Urjupinie
- Cerkiew św. Łukasza (Wojno-Jasienieckiego) w Nowym
- Cerkiew św. Wielkiej Księżnej Elżbiety w Opalisze

Cerkiew Kazańskiej Ikony Matki Bożej w Opalisze
Cerkiew Ikony Matki Bożej „Wszechkrólowa” w Opalisze
Cerkiew-baptysterium św. Ksenii Petersburskiej w Opalisze
Kaplica św. Sergiusza z Radoneża w Opalisze
Kaplica Świętych Wiery, Nadziei, Luby i matki ich Zofii w Opalisze
- Cerkiew Zaśnięcia Matki Bożej w Pietrowie-Dalnim

Cerkiew św. Tatiany Rzymianki w Pietrowie-Dalnim
- Cerkiew Kazańskiej Ikony Matki Bożej w Pietrowie-Dalnim

Cerkiew św. Aleksandra Świrskiego w Pietrowie-Dalnim
- Cerkiew św. Michała Archanioła w Putiłkowie

Cerkiew św. Aleksandra Świrskiego w Putiłkowie
- Cerkiew św. Mikołaja (Tochtujewa) w Stepanowskim